# Karol Sevilla
Karol Sevilla (nume la naștere Karol Itzitery Piña Cisneros; n. 9 noiembrie 1999, Guadalajara, Jalisco, Mexic) este o actriță și cântăreață mexicană. S-a făcut cunoscută, mai întâi, prin rolurile pe care le-a interpretat în seria La Rosa de Guadalupe. A jucat apoi în rolul personajului Lunadin serialul Soy Luna, de pe Disney Channel , iar apoi ca jurat in "Pequeños Gigantes" în anul 2019. Karol și-a câștigat fanii prin rolurile pe care le-a interpretat, serialul “Soy Luna” oferindu-i multă atenție din partea miilor de tineri care o urmăresc.

## Filmografie
| Anul      | Titlul                    | Rolul                  | Note                   |
| --------- | ------------------------- | ---------------------- | ---------------------- |
| 2008-2015 | La Rosa de Guadalupe      | Diferite roluri        | 31 de episoade         |
| 2009      | Mujeres Asesinas          | Copilul Cecilia        | Episodul 23            |
| 2010-2011 | Para volver a amar        | Monse                  | 3 episoade             |
| 2011      | Amorcito Corazon          | Maria Luz ,,Marilu"    | 2 episoade             |
| 2012-2014 | Como dice el dicho        | Renata/Tatis           | 2 episoade             |
| 2016-2018 | Soy Luna                  | Luna Valente           | Rolul principal        |
| 2017      | Junior Express            | Angie                  | Invitat special        |
| 2019      | Pequeños gigantes         | Ea însăși              | Juriu (sezonul 4)      |
| 2021      | Soy Luna: Ultimul concert | Ea însăși/Luna Valente | Disney+ special        |
| 2021      | Siempre fui yo            | Lupe Díaz              | Rol principal, Disney+ |

## Legături externe
- Karol Sevilla pe Instagram
- Karol Sevilla la Internet Movie Database